# Bistra (gmina Črna na Koroškem)
Bistra – wieś w Słowenii, gmina Črna na Koroškem. 1 stycznia 2017 miejscowość liczyła 79 mieszkańców.